# Бумагін Євген Володимирович
Євген Володимирович Бумагін (рос. Евгений Владимирович Бумагин; 7 квітня 1982, м. Бєлгород, СРСР) — казахський хокеїст, правий нападник. Виступає за «Барис» (Астана) у Континентальній хокейній лізі. 
Виступав за ЦСК ВВС (Самара), «Дизель» (Пенза), «Мотор» (Барнаул), «Казахмис» (Караганда), «Сибір» (Новосибірськ), «Лада» (Тольятті), «Барис» (Астана), «Нафтовик» (Альметьєвськ), «Металург» (Новокузнецьк). 
У складі національної збірної Казахстану учасник чемпіонатів світу 2010 і 2011 (дивізіон I).
Досягнення
- Переможець зимових Азійських ігор (2011).